# レノン＝マッカートニー

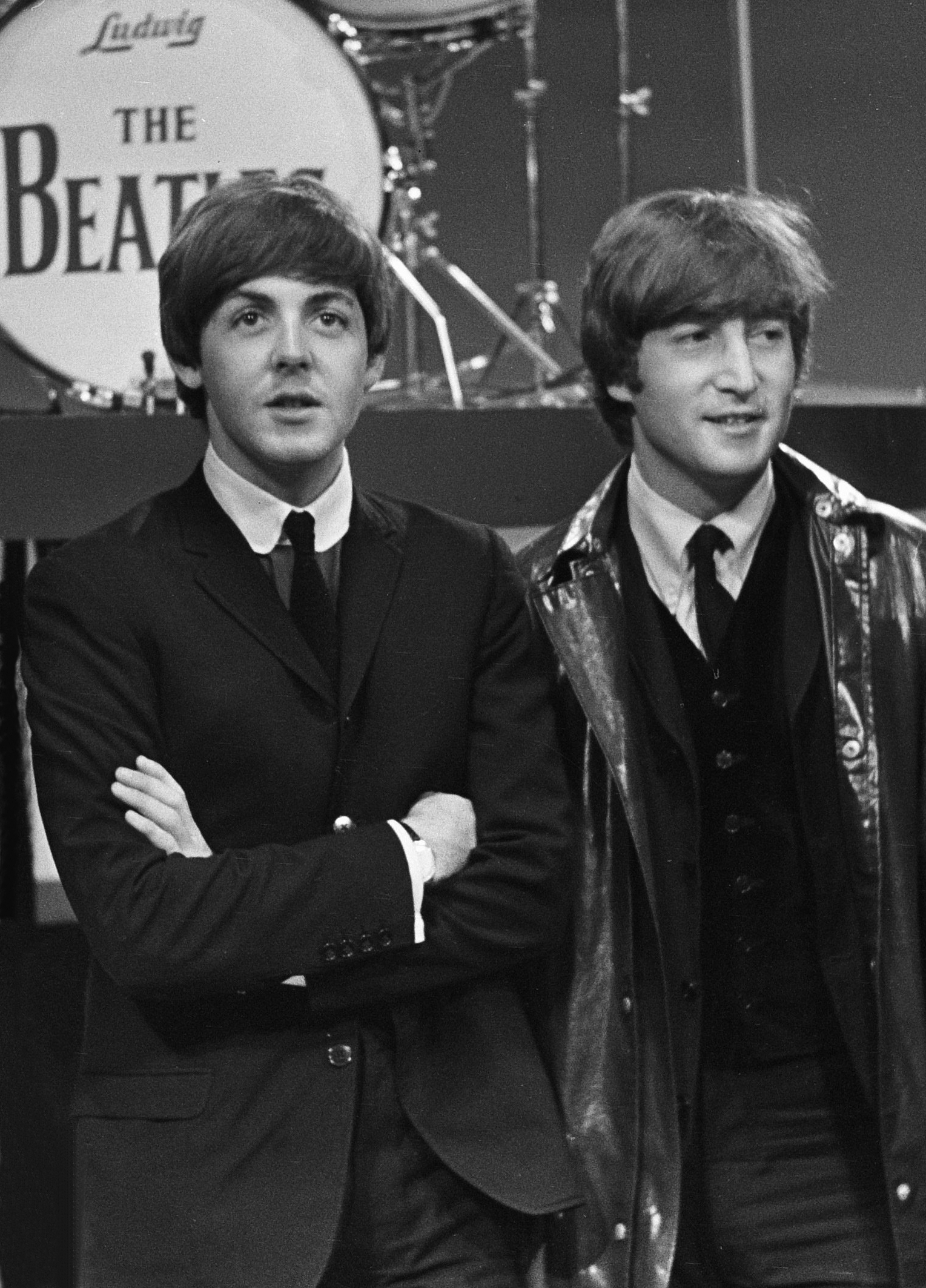
ポール・マッカートニー（左）とジョン・レノン（右）（1964年撮影）

レノン＝マッカートニー（英語: Lennon-McCartney）はジョン・レノンとポール・マッカートニーが作詞作曲した楽曲における共同名義。1962年から1970年にかけて2人が共同名義で発表した約180曲の大半はビートルズによって録音され、彼らの活動期間中に公式に発表された全213曲中144曲（全体の約68％）を占めている。
ビートルズの全世界におけるアナログ・レコード、カセット、CD、ダウンロード、ストリーミングなどの売上総数は2023年現在、10億枚を超えているが、カバー曲を除くそのほとんどの楽曲を作曲したレノン＝マッカートニーは音楽史上最も有名で最も成功した作曲パートナーシップである。

## 解説
レノン＝マッカートニー名義は、ビートルズが1962年10月にデビューして以降、レノンが1969年9月に行われたアップル社での会議でグループ脱退を宣言したことによって実質的にパートナーシップが解消されるまでに録音された2人の共作、またはどちらか一人が単独で作詞・作曲を行った楽曲に使用された。
ただしこれには僅かながら例外が存在する。いずれもマッカートニーが単独で制作したピーター&ゴードンの「ウーマン」、クリス・バーバー・バンドの「キャット・コール」、カルロス・メンデスの「ペニーナ」、バッドフィンガーの「マジック・クリスチャンのテーマ」の4曲と映画『ふたりだけの窓』のサウンドトラックは、単独名義でクレジットされている。
これに対して、レノンはこの期間中に単独名義で楽曲を制作したことはなかった。オノ・ヨーコと共同で制作しプラスティック・オノ・バンド名義で発表した「平和を我等に」でさえもレノン＝マッカートニー名義で発表した。このことについて、レノンは生前「なぜポールの名前が出ているのか、僕にも分からないくらいだよ。ポールの名前が出ているのは、別にシングルを出したことと － 最初の物だけどね － ビートルズから本気で離れようとしていたことで、僕がちょっと後ろめたく思っていたからなんだ。」と語っている。また、マッカートニーが「ジョンとヨーコのバラード」の録音を手伝ったことへの謝礼に贈ったものとする説もある。
レノンとマッカートニーは、独立した作詞家と作曲家で構成される多くの作曲パートナーシップ、例えばアイラとジョージ・ガーシュウィン、オスカー・ハマースタインとリチャード・ロジャース、バーニー・トーピンとエルトン・ジョンなどとは異なり、両者が作詞と作曲を担当した。特に初期の頃は、レノンの言葉を借りれば「目と目を合わせて」曲作りをすることもあったという。
それぞれの楽曲における2人の貢献度の割合は、作詞・作曲の過程によって大きく異なっている。初期のシングル曲「フロム・ミー・トゥ・ユー」、「シー・ラヴズ・ユー」、「抱きしめたい」）は完全な共作曲であるが、多くの場合、一方が作った曲またはアイデアや曲の断片をもう一方が改良したり仕上げたりなどを行っていた。場合によっては、複数の未完成曲やそれぞれが個別に取り組んでいた曲のアイデアを組み合わせて1つの曲として完成させることもあり、お互いに何らかの意見を得ずに曲を完成させることはまれであった。この楽曲制作方法は、競争心と相互インスピレーション、そして音楽的アイデアの直接的なコラボレーションと創造的な融合の要素を持っており、ビートルズの革新性と成功した主な理由としてしばしば引用されている。時間が経つにつれて次第にどちらかがほとんど作った曲になり、しばしばパートナーはいくつかの言葉や代替コードを提供するのみとなっていった。
基本的にはリード・ボーカル、または主旋律を歌っている方が主に作詞・作曲を行っていることが多い。但し、レノンが主に作った「ア・ハード・デイズ・ナイト」のように、ブリッジの部分がレノンには高すぎたために、メンバーで一番高い声が出せるマッカートニーに歌わせるなどの例外も一部存在する。また、ジョージ・ハリスンやリンゴ・スターがリード・ボーカルをとっている曲があるが、誰が主に作った曲かは曲によって異なっている。
レノン＝マッカートニー名義は、ビートルズのイギリスでのデビューシングル「ラヴ・ミー・ドゥ／P.S.アイ・ラヴ・ユー」で初めて使用された。ところが、セカンドシングル「プリーズ・プリーズ・ミー／アスク・ミー・ホワイ」、ファーストアルバム『プリーズ・プリーズ・ミー』、サードシングル「フロム・ミー・トゥ・ユー／サンキュー・ガール」では、一時的に「マッカートニー＝レノン」とクレジットされた。4枚目のシングル「シー・ラヴズ・ユー／アイル・ゲット・ユー」では元に戻り、これ以降ビートルズの公式シングルやアルバムではすべて「レノン=マッカートニー」とクレジットされるようになった。
1976年、マッカートニーのバンド、ウイングスが発売したライブ・アルバム『ウイングス・オーヴァー・アメリカ』では、ビートルズの5曲(「レディ・マドンナ」「ザ・ロング・アンド・ワインディング・ロード」「夢の人」「ブラックバード」「イエスタデイ」)の作曲クレジットが「マッカートニー＝レノン」とされた。このことについて当時レノンと妻のオノ・ヨーコは異を唱えなかった。しかし、レノンの死後、マッカートニーの2002年のライブ・アルバム『バック・イン・ザ・U.S. -ライブ2002』のライナー・ノーツでもビートルズの曲全てで「マッカートニー＝レノン」のクレジットが使われるに至り、オノは提訴を検討していると報道された。これに対してマッカートニーは自分とレノンが過去に、どちらかが望むなら今後クレジットを逆にしていいと合意していたと主張した。結局2003年にマッカートニーは譲歩し、「私は今のままで満足しているし、これまでもそうだった。レノン＝マッカートニーは今でも私が誇りに思うロックンロールの商標であり、常にそうであるべきだ」と語った。

## 著作権の管理
2022年現在、レノン＝マッカートニー名義の楽曲の著作権管理は以下の通り行われている。
- 「ラヴ・ミー・ドゥ」「P.S.アイ・ラヴ・ユー」の2曲は、1978年からマッカートニーのMPLコミュニケイションズが保有。
- 「プリーズ・プリーズ・ミー」「アスク・ミー・ホワイ」の2曲は、1999年からユニバーサル・ミュージックが保有。
- 「ペニー・レイン」は、キャサリン・ホームズ・ア・コートが個人で保有[注釈 13]。
- その他の楽曲[注釈 14]は、2016年から ソニー・ミュージックパブリッシングが保有。